# Liste des chefs du gouvernement letton
Cet article recense la liste des chefs du gouvernement de la Lettonie depuis sa première période d'indépendance, en 1918.
Le chef du gouvernement letton a toujours porté le titre de « Premier ministre » (Ministru prezidents), sauf pendant la période soviétique et les trois années qui ont suivi l'indépendance de 1990, où il était intitulé « président du Conseil des ministres » (Ministru padomes priekšsēdētājs).

## De 1918 à 1940 (première indépendance)
| Début                           | Fin               | Nom                               | Dates de vie |
| ------------------------------- | ----------------- | --------------------------------- | ------------ |
| Guerre civile lettone           |                   |                                   |              |
| 17 novembre 1918                | 16 avril 1919     | Kārlis Ulmanis (1er cabinet)      |              |
| 13 janvier 1919                 | 22 mai 1919       | Pēteris Stučka                    |              |
| 21 avril 1919                   | 26 avril 1919     | Oskars Borkovskis                 | 1872-1945    |
| 26 avril 1919                   | 28 juin 1919      | Andrievs Niedra                   | 1871-1942    |
| Fin de la guerre civile lettone |                   |                                   |              |
| 14 juillet 1919                 | 17 juin 1921      | Kārlis Ulmanis (2e cabinet)       |              |
| 17 juin 1921                    | 25 janvier 1923   | Zigfrids Meierovics (1er cabinet) | 1887-1925    |
| 25 janvier 1923                 | 26 juin 1923      | Janis Pauluks                     | 1865-1937    |
| 26 juin 1923                    | 25 janvier 1924   | Zigfrids Meierovics (2e cabinet)  | 1887-1925    |
| 25 janvier 1924                 | 16 décembre 1924  | Voldemars Zamuels (1er cabinet)   | 1872-1948    |
| 16 décembre 1924                | 23 décembre 1925  | Hugo Celmins (1er cabinet)        | 1877-1941    |
| 23 décembre 1925                | 4 mai 1926        | Kārlis Ulmanis (3e cabinet)       |              |
| 4 mai 1926                      | 17 décembre 1926  | Artur Alberings                   | 1876-1934    |
| 17 décembre 1926                | 21 janvier 1928   | Margers Skujenieks (1er cabinet)  | 1886-1941    |
| 21 janvier 1928                 | 1er décembre 1928 | Peteris Jurasevskis               | 1872-1945    |
| 1er décembre 1928               | 24 mars 1931      | Hugo Celmins (2e cabinet)         |              |
| 24 mars 1931                    | 5 décembre 1931   | Kārlis Ulmanis (4e cabinet)       |              |
| 5 décembre 1931                 | 23 mars 1933      | Margers Skujenieks (2e cabinet)   | 1886-1941    |
| 23 mars 1933                    | 17 mars 1934      | Adolfs Blodnieks                  | 1889-1962    |
| 17 mars 1934                    | 19 juin 1940      | Kārlis Ulmanis (5e cabinet)       |              |
| 20 juin 1940                    | 25 août 1940      | Augusts Kirhensteins              |              |

## Depuis l'indépendance de 1990
| Nom | Nom                     | Dates                                                           | Gouvernement(s)                              | Parti              | Remarque(s)                                           |
| --- | ----------------------- | --------------------------------------------------------------- | -------------------------------------------- | ------------------ | ----------------------------------------------------- |
|     | Ivars Godmanis          | 7 mai 1990 - 3 août 1993 (3 ans, 2 mois et 27 jours)            | Godmanis I                                   | LTF                | Président du Conseil des ministres                    |
|     | Valdis Birkavs          | 3 août 1993 - 15 septembre 1994 (1 an, 1 mois et 12 jours)      | Birkavs                                      | LC                 |                                                       |
|     | Māris Gailis            | 15 septembre 1994 - 21 décembre 1995 (1 an, 3 mois et 6 jours)  | Gailis                                       | LC                 |                                                       |
|     | Andris Šķēle            | 21 décembre 1995 - 7 août 1997 (1 an, 7 mois et 17 jours)       | Šķēle I Šķēle II                             | Sans               |                                                       |
|     | Guntars Krasts          | 7 août 1997 - 26 novembre 1998 (1 an, 3 mois et 19 jours)       | Krasts                                       | TB/LNNK            |                                                       |
|     | Vilis Krištopāns        | 26 novembre 1998 - 16 juillet 1999 (7 mois et 20 jours)         | Krištopāns                                   | LC                 |                                                       |
|     | Andris Šķēle            | 16 juillet 1999 - 5 mai 2000 (9 mois et 19 jours)               | Šķēle III                                    | TP                 | Premier à accomplir deux mandats                      |
|     | Andris Bērziņš          | 5 mai 2000 - 7 novembre 2002 (2 ans, 6 mois et 2 jours)         | Bērziņš                                      | LC                 |                                                       |
|     | Einars Repše            | 7 novembre 2002 - 9 mars 2004 (1 an, 4 mois et 2 jours)         | Repše                                        | JL                 |                                                       |
|     | Indulis Emsis           | 9 mars 2004 - 2 décembre 2004 (8 mois et 23 jours)              | Emsis                                        | LZP                | Record de brièveté                                    |
|     | Aigars Kalvītis         | 2 décembre 2004 - 20 décembre 2007 (3 ans et 18 jours)          | Kalvītis I Kalvītis II                       | TP                 | Premier à accomplir deux mandats consécutifs          |
|     | Ivars Godmanis          | 20 décembre 2007 - 12 mars 2009 (1 an, 2 mois et 20 jours)      | Godmanis II                                  | LPP/LC             |                                                       |
|     | Valdis Dombrovskis      | 12 mars 2009 - 22 janvier 2014 (4 ans, 10 mois et 10 jours)     | Dombrovskis I Dombrovskis II Dombrovskis III | JL                 | Record de longévité Premier à accomplir trois mandats |
|     | Valdis Dombrovskis      | 12 mars 2009 - 22 janvier 2014 (4 ans, 10 mois et 10 jours)     | Dombrovskis I Dombrovskis II Dombrovskis III | Unité (06/08/2011) | Record de longévité Premier à accomplir trois mandats |
|     | Laimdota Straujuma      | 22 janvier 2014 - 11 février 2016 (2 ans et 20 jours)           | Straujuma I et II                            | Unité              | Première femme à occuper ce poste                     |
|     | Māris Kučinskis         | 11 février 2016 – 23 janvier 2019 (2 ans, 11 mois et 12 jours)  | Kučinskis                                    | ZZS                |                                                       |
|     | Arturs Krišjānis Kariņš | 23 janvier 2019 – 15 septembre 2023 (4 ans, 7 mois et 23 jours) | Kariņš I Kariņš II                           | Unité              | Issu du plus petit parti de la majorité en 2019       |
|     | Evika Siliņa            | Depuis le 15 septembre 2023 (1 an, 5 mois et 21 jours)          | Siliņa                                       | Unité              |                                                       |